# Dresdner Bank (Hannover)

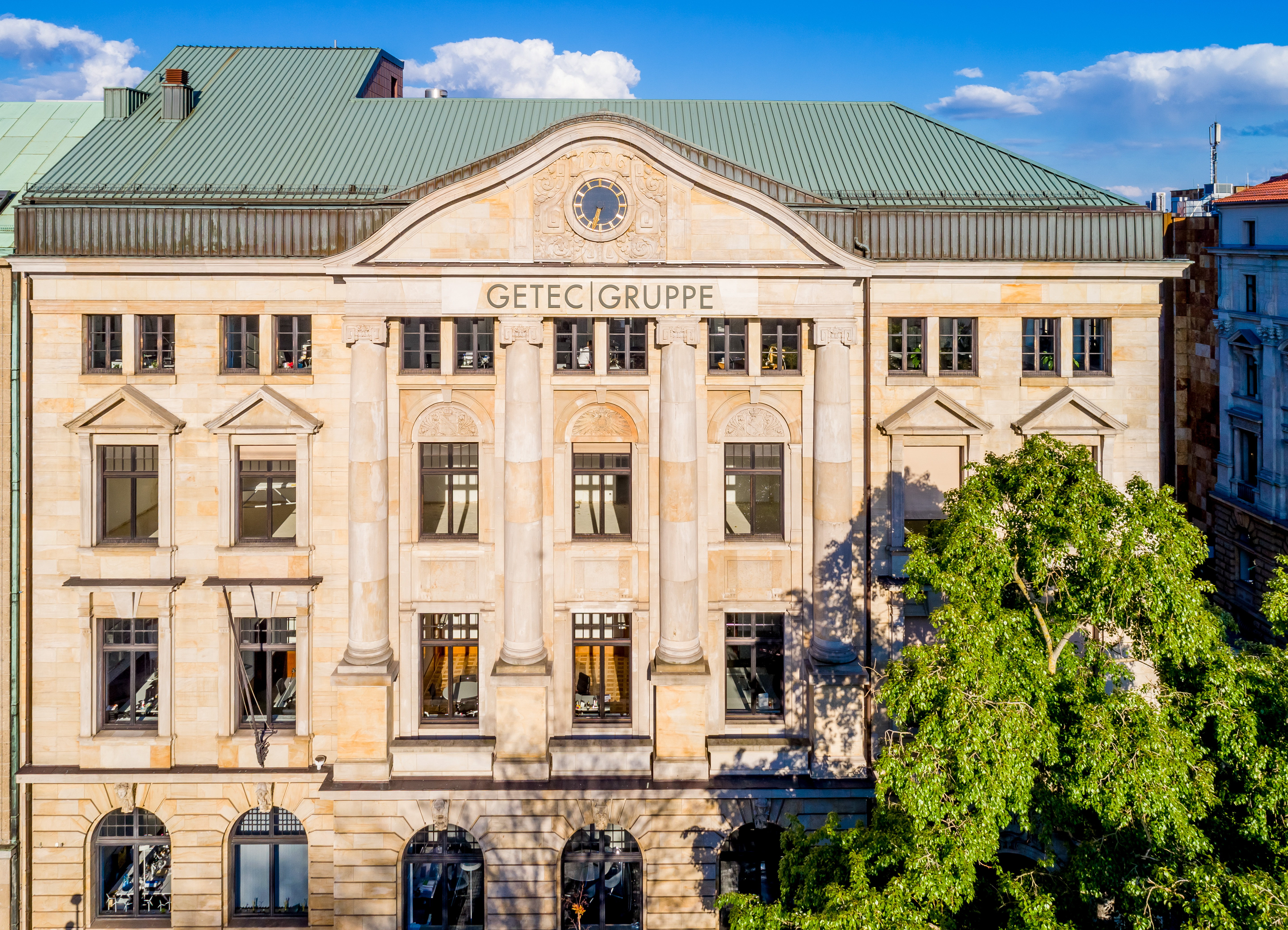
Zum Opernplatz ausgerichtete Fassade der vormaligen Dresdner Bank

Das Haus Dresdner Bank in Hannover unter der ehemaligen Adresse Rathenaustraße 4 ist ein denkmalgeschütztes ehemaliges Bankhaus der Dresdner Bank. Das 1906 nach Plänen des Architekten Ernst Wullekopf errichtete Gebäude wurde mit einer repräsentativen Fassade aus Sandstein errichtet, deren Mittelrisalit neobarocke Elemente mit Jugendstilformen verbindet, darunter die Säulenkapitelle, der geschweifte Giebel und die Uhr.
Direktor des Hauses war bis 1926 der Bankier Julius L. Isenstein.
Das Gebäude ist als Einzeldenkmal in der Gruppe baulicher Anlagen Opernplatz wegen seiner geschichtlichen und städtebaulichen Bedeutung ausgewiesen.